# Microloris
Microloris és un gènere extint de petits primats de la subfamília dels loris. Se'l coneix per unes dents trobades a Siwalik, al nord del Pakistan, i datades entre fa 8 i 16 milions d'anys. Recentment se n'ha descrit l'espècie Microloris pilbeami, datada entre fa 9 i 10 milions d'anys.